# Заклади підвищення кваліфікації та перепідготовки Харківської області
У Харківській області, крім вищих і професійно-технічних навчальних закладів, діють понад 20 закладів підвищення кваліфікації, перекваліфікації та перепідготовки, зокрема:
- Харківський обласний навчальний центр підготовки, перепідготовки та підвищення кваліфікації кадрів АПК[1];
- Навчально-науково-методичний центр «Транссервіс» при Інституті перепідготовки та підвищення кваліфікації кадрів Української державної академії залізничного транспорту;
- Харківський обласний навчальний центр Державного комітету статистики України

- Міжгалузевий інститут післядипломної освіти Національного технічного університету «Харківський політехнічний інститут»

- Харківський обласний науково-методичний інститут безперервної освіти
- Харківська медична академія післядипломної освіти МОЗ України
- Інститут підвищення кваліфікації фахівців фармації НФаУ;
- Інститут патології хребта та суглобів імені професора М.І. Ситенка Національної академії медичних наук України
- Колективне підприємство «Центр психології і методики розвивального навчання»
- Приватний медично-оздоровчо-методичний центр «Ман»
- Харківський інститут підготовки кадрів
- Харківський обласний інститут післядипломної педагогічної освіти та менеджменту
- Академії економіки і права
- Інститут біржової діяльності
- Інститут соціально-економічного прогресу
- Харківський центр науково-технічної та економічної інформації

- Приватне підприємство фірма «ЛОТА+»
- Центр розвитку малого бізнесу «Харківські технології»
- ТзОВ спільне Українсько-Ганське підприємство «Інтернаука»
- Вища школа підприємництва при ХДУХТ;
- Інститут післядипломної освіти при ХНАУ ім. В. В. Докучаєва;
- Інститут післядипломної освіти при ХНПУ ім. Г. С. Сковороди;
- Обласний навчально-методичний центр підвищення кваліфікації працівників культосвітніх установ (Управління культури ХОДА);
- Центр післядипломної освіти регіонального відділення № 4 філії ВАТ «Укртелеком».